# 卡森鎮區 (阿肯色州密西西比縣)
卡森鎮區（英語：Carson Township）是位於美國阿肯色州密西西比縣的一個行政鎮區。

## 地方資料
卡森鎮區的面積為173.36平方千米，當中陸地面積為167.68平方千米，而水域面積為5.68平方千米。根據2010年美國人口普查的數據，當地共有人口258人，而人口密度為每平方千米1.49人。